# Koori, Fukushima
Koori (桑折町 Koori-machi) là thị trấn thuộc huyện Date, tỉnh Fukushima, Nhật Bản. Tính đến ngày 1 tháng 10 năm 2020, dân số ước tính thị trấn là 11.459 người và mật độ dân số là 270 người/km2. Tổng diện tích thị trấn là 42,97 km2.

## Địa lý

### Đô thị lân cận
- Fukushima
  - Date
  - Fukushima
  - Kunimi
- Miyagi
  - Shiroishi

## Giao thông

### Đường sắt
JR East –  Tuyến Tōhoku chính
- Koori

### Cao tốc/Xa lộ
- Tōhoku Expressway – Nút giao Koori
- Tōhoku-Chūō Expressway – Nút giao Koori
- Quốc lộ 4